# Baskenland

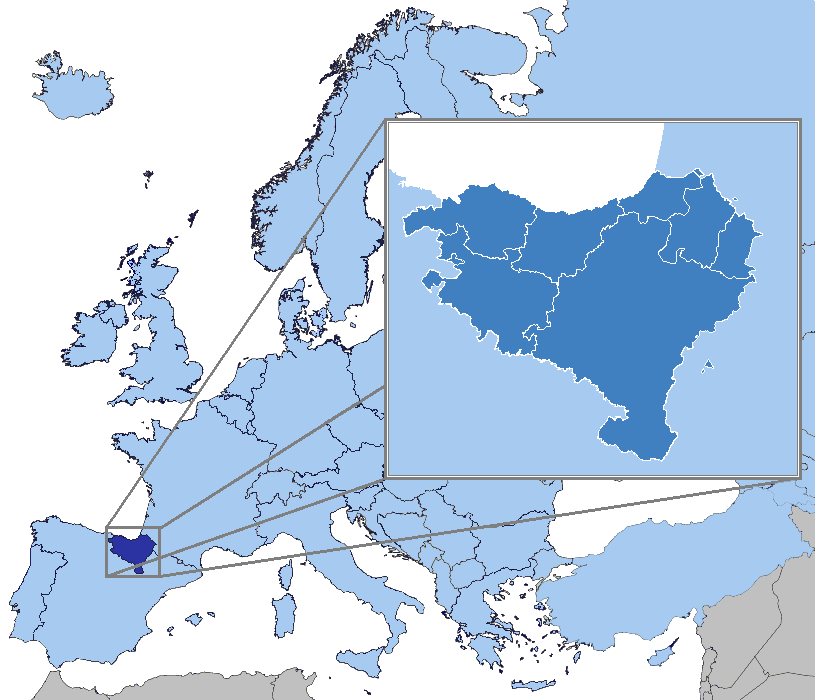
Lage des Baskenlandes

Die Flagge des Baskenlandes

Aufteilung des Baskenlandes:
Autonome Region Baskenland
Autonome Region Navarra
Französisches Baskenland

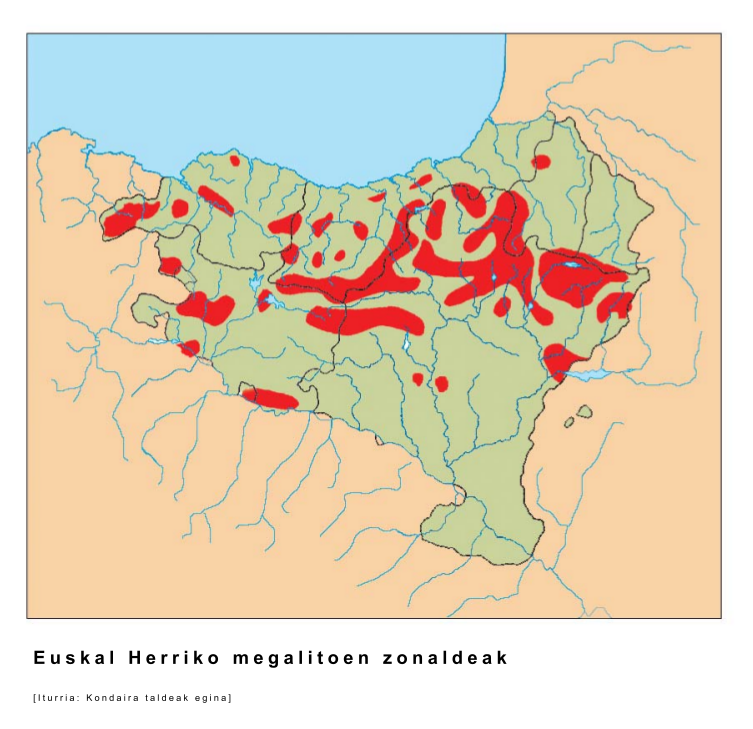
Megalithzonen im Baskenland

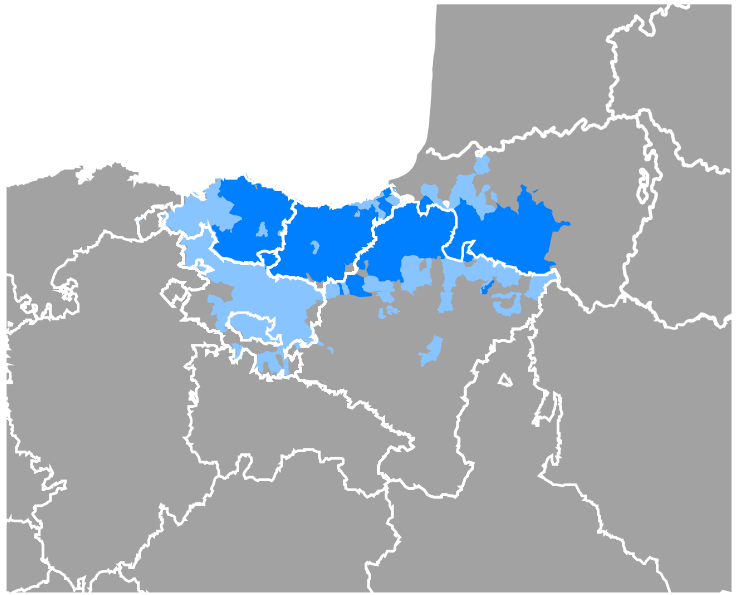
Baskisches Sprachgebiet am Golf von Biskaya,
hell – geringer Anteil an Baskisch-Sprechern,
dunkelblau – hoher Anteil an Baskisch-Sprechern

Das Département Pyrénées-Atlantiques mit dem französischen Baskenland und der Provinz Béarn

Das Baskenland (baskisch Euskal Herria oder Euskadi, spanisch País Vasco oder Vasconia, französisch Pays Basque) ist eine an der Südspitze der Biskaya am Atlantik gelegene Region auf dem Gebiet Spaniens und Frankreichs. Das spanische Baskenland umfasst die drei Provinzen der Autonomen Gemeinschaft Baskenland; zusätzlich wird je nach ideologischem Standpunkt auch die Autonome Gemeinschaft Navarra (baskisch Nafarroa) ganz oder teilweise zum Baskenland gerechnet. Das französische Baskenland, im Baskischen Iparralde („nördliches Baskenland“) genannt, bildet den Westen des französischen Départements Pyrénées-Atlantiques.
Die Ausdehnung des Baskenlandes ist politisch und gesellschaftlich umstritten und wird im Spannungsfeld von baskischem, spanischem und französischem Nationalismus diskutiert. Kontroversen gibt es vor allem um die Zugehörigkeit Navarras zum Baskenland, da der Süden dieser Provinz, die historisch eng mit dem übrigen Baskenland verwoben ist, nicht mehr zum baskischen Sprachgebiet gehört. Die burgalesische Enklave Treviño, die aus historischen Gründen zu Kastilien gehört, hat weniger als 2000 Einwohner, die aber mehrheitlich eine Aufnahme ihres Territoriums in die baskische Provinz Álava (Araba) befürworten, weshalb die Grafschaft kulturlandschaftlich ebenfalls zum Baskenland gezählt werden kann.
Das Baskenland (Euskadi) ist benannt nach dem Volk der Basken (Euskaldunak – „Baskisch-Sprecher“). Die baskische Sprache (Euskara oder Euskera) ist nach den Repressionen des 20. Jahrhunderts, vor allem während der Franco-Diktatur, durch gezielte Förderung auf regionaler Ebene, besonders durch baskischsprachige Schulen (Ikastolas), wieder zu stärkerer Verbreitung gelangt.

## Geografie
Das Baskenland wird auf der Seeseite durch das kantabrische Meer (Golf von Biskaya) begrenzt, im Süden durch den Ebro. In seinen Anteilen am Ebro-Tiefland ist der baskische Bevölkerungsanteil allerdings sehr gering.
Landschaftlich besteht das Baskenland im Wesentlichen aus dem Übergang der Pyrenäen (baskisch Pirinioak) in das Kantabrische Gebirge (baskisch Kantauriar mendilerroa). Südlich der Pyrenäen fällt das Land nur langsam zum Ebrobecken hin ab. Auf der Nordseite liegt das Talniveau dagegen bis ins Gebirge hinein nur bei 100 msnm. Der höchste Gipfel des Baskenlandes ist die Tafel der drei Könige (baskisch Hiru Erregeen Mahaia) mit 2444 msnm am Dreiländereck (2421 m) von Navarra (E), Aragón (E) und Béarn (F). Es folgen der 2007 m hohe Orhi an der Grenze Navarras mit dem französischen Baskenland (somit höchster Berg innerhalb des Baskenlandes) und der 1551 msnm hohe Aitxuri in Gipuzkoa. In den Tälern der Provinzen Bizkaia und Gipuzkoa drängen sich zahlreiche Städte, außerhalb der verwinkelten Altstädte industriell geprägt.
Im Westen und Südwesten grenzt das Baskenland an die spanischen autonomen Gemeinschaften Kantabrien und Kastilien-León, im Süden an die spanische autonome Gemeinschaft La Rioja, im Südosten an die spanische autonome Gemeinschaft Aragonien, im Norden an das französische Département Landes und im Nordosten an die historische Provinz Béarn, mit der zusammen der französische Teil des Baskenlandes heute das Département Pyrénées-Atlantiques bildet.
Das Klima ist auf der Nordseite der inneriberischen Gebirge zu jeder Jahreszeit mild und deutlich vom nahen Atlantik und somit feuchtgemäßigtem maritimem Klima geprägt. Aus diesem Grund ist das Baskenland im Vergleich zum Landesinneren sehr grün und vegetationsreich.
Das Ebrobecken ist dagegen eher kontinental geprägt, vergleichsweise niederschlagsarm und im Sommer mitunter extrem heiß.

## Politische Gliederung
Politisch besteht das Baskenland heute aus drei verschiedenen Gebieten:
1. Die spanische Autonome Gemeinschaft Baskenland (baskisch Euskadi) umfasst die drei Provinzen Gipuzkoa (spanisch Guipúzcoa), Biskaya (baskisch Bizkaia, spanisch Vizcaya) und Álava (baskisch Araba). Hauptstadt der autonomen Region ist Vitoria-Gasteiz. Weitere bedeutende Städte sind Bilbao und Donostia-San Sebastián, Hauptstädte der Provinzen Bizkaia bzw. Gipuzkoa.
2. Die spanische autonome Region Navarra (baskisch Nafarroa) gehört nicht zur Autonomen Gemeinschaft Baskenland; in ihrem nördlichen Teil ist Baskisch verbreitete Umgangs- und zugelassene Amtssprache.
3. Zum französischen Teil des Baskenlandes gehören die drei historischen herrialdes (Gebiete) Lapurdi (französisch Labourd), Zuberoa (französisch Soule) und Behenafarroa oder Nafarroa Behera (französisch Basse-Navarre).

Im heutigen baskischen Sprachgebrauch wird die Gesamtheit der historischen Gebiete des Baskenlandes, die heute zu Spanien und Frankreich gehören, als Euskal Herria bezeichnet, während die Bezeichnung Euskadi vor allem für die Autonome Region Baskenland verwendet wird. Die zu Spanien gehörigen südlichen Gebiete des Baskenlandes werden baskisch auch Hegoalde, die zu Frankreich gehörigen nördlichen Teile Iparralde genannt.

## Bevölkerung
Soweit sich feststellen lässt, bewohnten Sprecher der isolierten baskischen Sprache oder deren Vorläufer schon das heutige Baskenland, als die indogermanischen Sprachen sich über Europa ausbreiteten und dabei verzweigten. Siehe hierzu auch Vaskonische Hypothese.

Verteilung der Sprecher des Baskischen im spanischen Baskenland und Navarra 2001

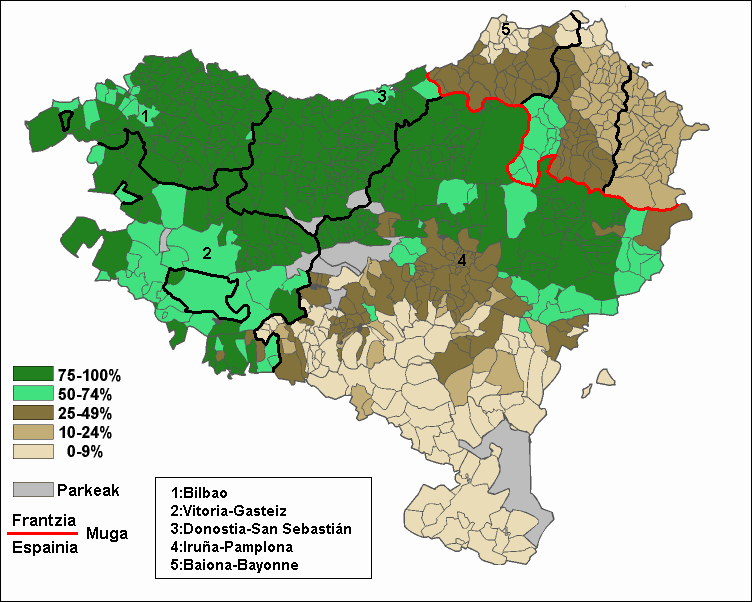
Anteile der baskischsprachig beschulten Kinder und Jugendlichen innerhalb des Baskenlandes und Navarras in den Jahren 2000 bis 2005
Graue Flächen (Parkeak) = Naturparks
Rote Linie (Muga) = Staatsgrenze Span./Frkr.

Von den 2,7 Mio. Einwohnern des Baskenlandes sprechen nur 700.000 bis 800.000 die baskische Sprache. Allein im kleinen französischen Teil sind es etwa 82.000 von 246.000 Einwohnern, in der Autonomen Gemeinschaft Baskenland 27 % der 2.123.000 Einwohner. Dabei unterscheidet sich die Anzahl der baskisch Sprechenden in den drei Provinzen erheblich. Während in Gipuzkoa ca. 44 % der Einwohner angeben, zuhause baskisch zu sprechen, sind es in Bizkaia knapp 17 % und in der Provinz Álava nur ca. 6 %. In der Autonomen Gemeinschaft Navarra sind es insgesamt etwa 12 % der 600.000 Einwohner. Dabei ist ein starkes Nord-Süd-Gefälle zu verzeichnen; im Norden sind über 75 % Baskisch-Sprecher, während in der Mitte etwa 15–25 % und im Süden weniger als 5 % Baskisch sprechen. Die Zahl der Personen, die sich überwiegend als Basken definieren, ist ein wenig höher.
Während die Basken sprachlich isoliert sind, legen genetische Untersuchungen nahe, dass die Vorfahren der heutigen europäischen Sprecher indogermanischer Sprachen zu drei Vierteln die Genvarianten trugen, die bei heutigen Basken üblich sind. Ein Beispiel ist die Blutgruppenvariante Rhesus-negativ (0-), bei den Basken dominierend, unter den übrigen Europäern häufig, bei Nichteuropäern extrem selten. Den biochemischen Befunden entspricht die phänotypische Unauffälligkeit der Basken unter den übrigen Europäern.

## Kultur

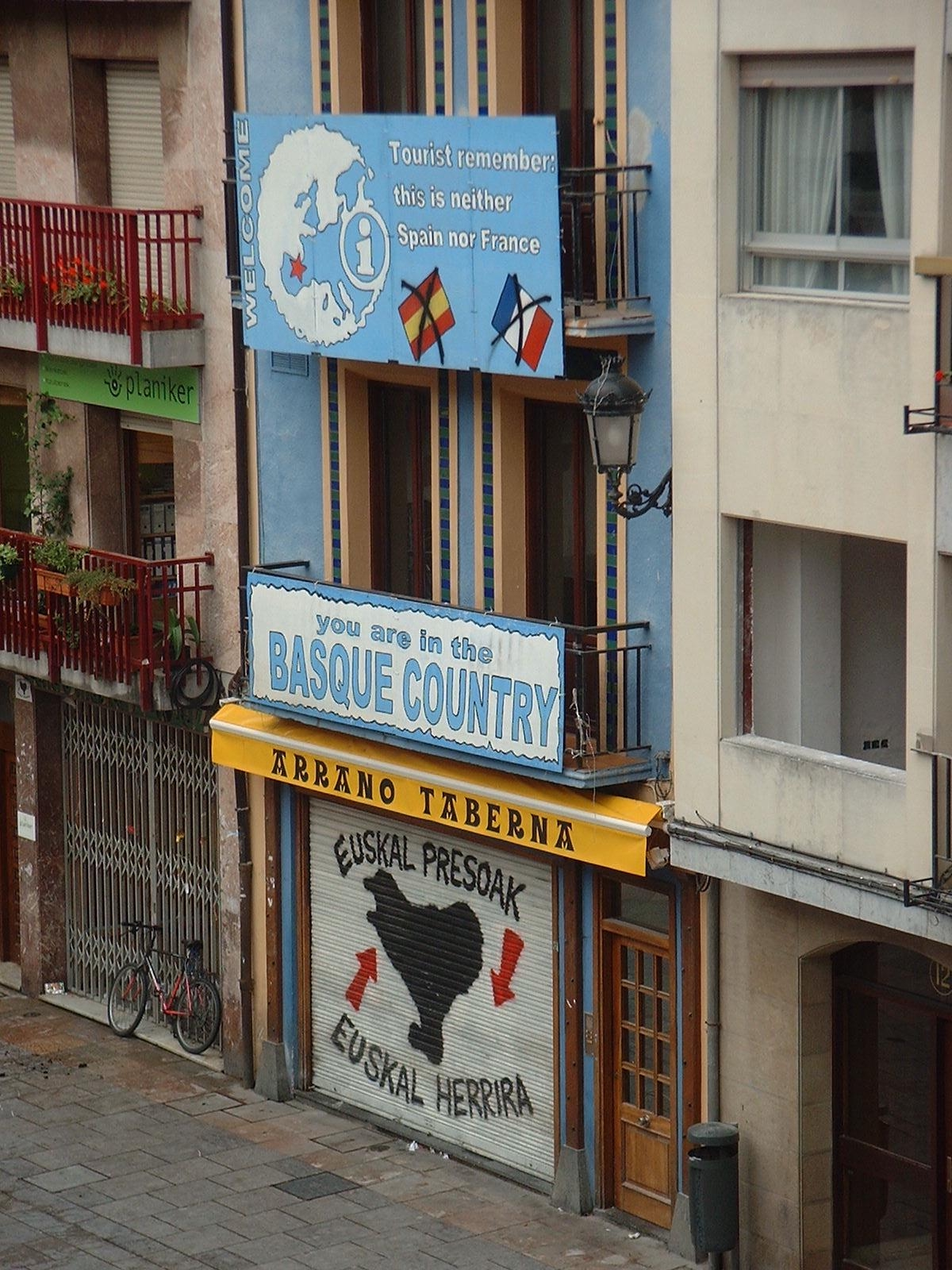
Demonstration baskischen Selbstbehauptungswillens im Straßenbild (Zarautz, 2003).

Die Basken gelten traditionell als eigenwillig und traditionsbewusst. Die Bemerkung Wilhelm von Humboldts: „Selbst in neueren Zeiten in zwei sehr ungleiche Theile zerrissen und zwei grossen und mächtigen Nationen untergeordnet, haben die Vasken dennoch keineswegs ihre Selbständigkeit aufgegeben“, trifft auch heute noch zu. Ihr Selbstbewusstsein äußert sich unter anderem in der soliden Bauweise der Bauernhäuser, die südlich der Pyrenäen nicht selten Ähnlichkeit teils zu alpinen Eindachhöfen, teils zu solchen des Jura aufweisen.
Die Seefahrt hat bei den Basken eine jahrhundertealte Tradition. Schon im 15. Jahrhundert unternahmen baskische Walfänger ausgedehnte Expeditionen nach Neufundland. Dort verbrachten die Fischer den Sommer damit, Fische zu fangen und vor Ort weiterzuverarbeiten. Eine Besonderheit ist bis heute der Bacalao, ein Stockfisch der eine kulinarische Spezialität der Region ist und in keiner Pintxosbar in San Sebastián, Bilbao oder Vitoria fehlt. Im ausgehenden 19. Jahrhundert gab es an den Küsten eine ausgeprägte Fischfangbewegung. Es wurden unterschiedliche Boote genutzt, die teilweise mit Segeln, teilweise mit Rudern angetrieben wurden. Die Boote wurden aus Eiche und Kiefer hergestellt. Diese Holzarten konnten in den bergigen Küstengebieten aus dem reichhaltigen Waldbestand gewonnen werden. Im ausgehenden 19. Jahrhundert war die Fischerei auf das Küstengebiet konzentriert. Durch verschiedene Bootsarten konnten die Fischgründe perfekt ausgeschöpft werden. Dabei kamen Boote zum Einsatz, die eine Besatzung von bis zu 18 Mann hatten und sowohl mit Rudern als auch mit Segeln angetrieben wurden. Mit dem Aufkommen der Dampf- und Motorschifffahrt gingen viele Konstruktionskonzepte verloren. Denn die Fischer bauten sich ihre Boote selbst. Grundlage dafür waren ihre Erfahrungen und die Erkenntnisse ihrer Vorfahren. Mit der Professionalisierung der Bootskonstruktion entstanden im ganzen Baskenland Werften. Dadurch wurden im Laufe der Jahre die Schiffe immer universeller hergestellt. Die Folge war, dass sich das Erscheinungsbild der Fischerboote denen in anderen Küstenstreifen angeglichen hat. Baskische Fischer sind heute auf allen Weltmeeren unterwegs und fangen insbesondere jungen Thunfisch. Echter Bonito (Bonito del Norte genannt) zählt zu den bevorzugten Fangtieren.

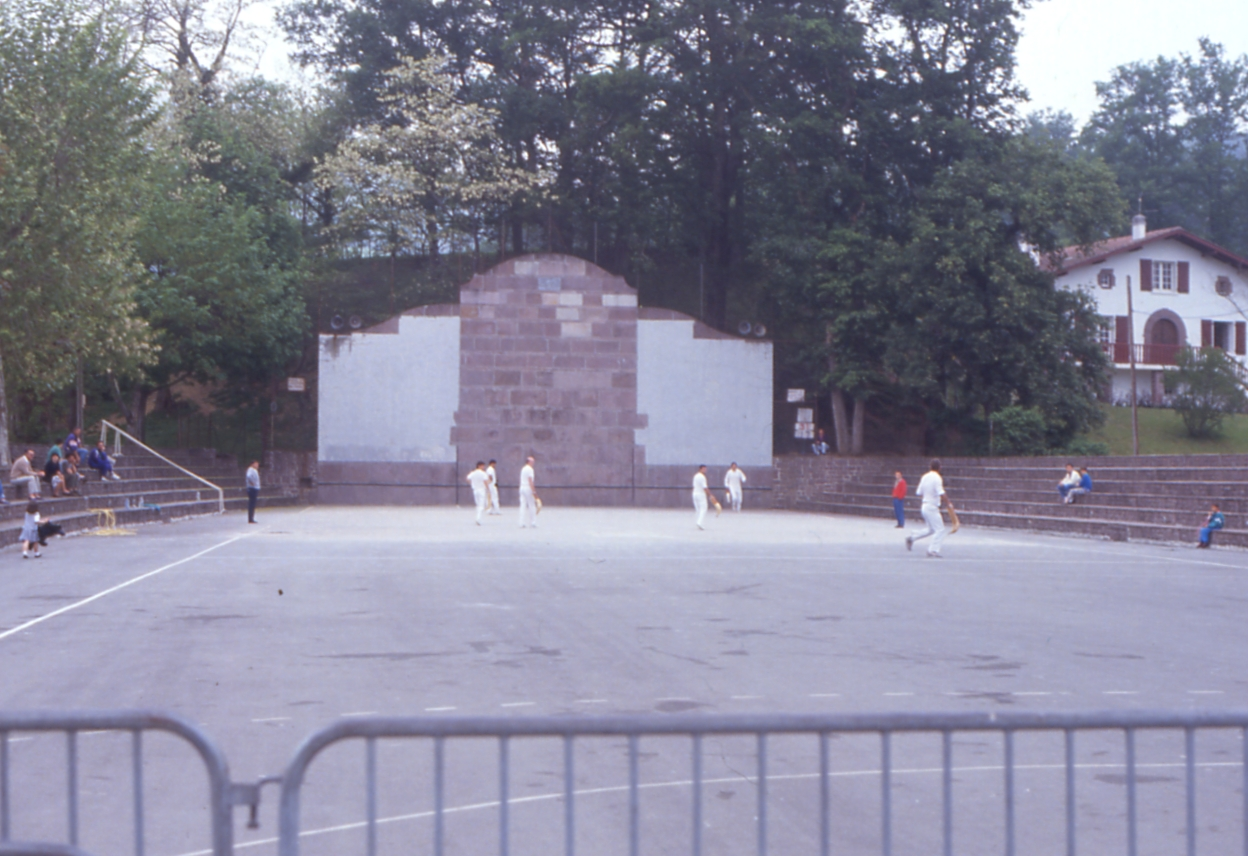
Pelota-Spieler, Navarra

Zur sportlichen Tradition der Basken gehört neben archaischen Kraftwettbewerben wie Baumstammwerfen und Mühlsteinstemmen besonders das Ballspiel Pelota. In nahezu jedem Dorf gibt es einen Pelotaplatz (Frontón) mit der charakteristischen, sehr hohen Prallwand aus Stein. In den Küstengebieten tief verwurzelt ist auch der Rudersport, an vielen Orten werden folkloristisch geprägte Ruderregatten veranstaltet.
Zum Erscheinungsbild von Basken in Bizkaia notierte Humboldt: „Der ächte Vizcayer hat seine ganz eigene Kleidung. Statt der Schuhe trägt er Stierlederne Sohlen, die nur einen kleinen umgebogenen Rand haben und mit Bindfaden zugebunden sind […] Die Männer wickeln wollene, gewöhnlich mit schmalen schwarzen Streifen versehene Tücher um die Beine, die mit den Bindfaden der Abarca festgebunden werden. Die Farbe der Hosen ist meistentheils schwarz, und die Weste roth. […] Die Stelle des Mantels oder Rocks vertritt die Longarina, eine weite Jacke mit langen Schössen und Ärmeln. Wer sie noch nach altem Brauch trägt, hat die Aermel nur an der Jacke mit Bändern oder Knöpfen befestigt, um sie, wenn es nöthig ist, loszumachen und hoch hinten überwerfen zu können, und so freier bei der Arbeit zu seyn. […] In der Hand halten sie einen langen Stock, […] [der] bei ihnen die Stelle des Degens vertritt. In diesem Anzug sieht man sie nach der Kirche auf den Märkten der Städte, wo wahre kleine Volksversammlungen sind, da die Gebirgsbewohner, um in der Woche keine Zeit zu verlieren, ihren kleinen Einkauf am Sonntag besorgen, von allen Altern stehen, bald einzeln und ruhig mit unter die Schultern gesetztem Stock und übergeschlagenen Beinen, bald in Haufen in lebhaftem Gespräch […]“
Zu den von Humboldt geschilderten baskischen Sonntagsaktivitäten nach dem Ballspiel zählt auch der bis heute in vielfältigen Variationen weiterhin gepflegte Volkstanz: „Man tanzt öffentlich auf dem Markt, ohne Unterschied des Standes, an allen Sonn- und Festtagen, auf Kosten der ganzen Gemeine und unter öffentlicher Aufsicht, und verschiedene Orte unterscheiden sich ebenso wohl durch verschiedene Tänze die nur diesem oder jenem ausschliessend gehören, als durch Verfassung und Dialect.“
Markttag und Dorfplatz bieten für die jungen Basken auch Gelegenheit, einander kennenzulernen. Da die Erstgeborenen beider Geschlechter im Baskenland den Hof zu erben berechtigt sind – ein Merkmal der zivilrechtlichen Gleichstellung der Frauen – betrachten Hoferbinnen mögliche Heiratskandidaten auch hinsichtlich ihrer Eignung für bäuerliche Tätigkeiten. „Vom Tag an, wo der Vermählte das Haus bewohnt, verliert er seinen Familiennamen. Man nennt ihn von nun an nur unter der Bezeichnung des Hauses, dessen Herr er geworden ist. Und so wird bei den Basken die Frau, wenn sie Erbin ist, dem Mann ihren Namen geben – nicht der Mann gibt seiner Frau den Namen.“ Doch ist von den baskischen Frauen und ihrer historischen Rolle im Übrigen wenig überliefert: „Wie fast überall in der Welt des Patriarchats gilt auch in diesem Fall, daß Geschichte männlich ist, von Männern gemacht und geschrieben wird. In Sachen Baskenland (Euskal Herria) liegen die Dinge sogar noch einen Ticken komplizierter, da dieses Land – wenn überhaupt – zwar als ethnisches und kulturelles Gebilde betrachtet wurde, Geschichte und deren Niederschrift jedoch den Zentralstaaten anhingen. Entsprechend niedrig stellt sich der Forschungsstand dar.“
Eine alte baskische Spezialität waren die als Schuhwerk in Handarbeit gefertigten Espadrillas mit ihrem Verbreitungsgebiet in Südfrankreich und Spanien. Auch als Miterfinder von Badeorten am Meer werden die Basken mit den Seebädern San Sebastián auf spanischer und Biarritz auf französischer Seite angesehen. Gastronomisch stehen sie unter anderem für den gâteau basque, einen ursprünglich mit Kirschmarmelade, heute auch mit Konditorcreme gefüllten Kuchen. Meerbrassen, die bereits in steinzeitlichen Höhlenmalereien im Baskenland vermutet werden, gehören zu den traditionellen Weihnachtsmahlzeiten. Am Weihnachtsabend wird eine Pastete in Form einer Brasse serviert.
Baskisches Spielgerät im Berliner Museum Europäischer Kulturen

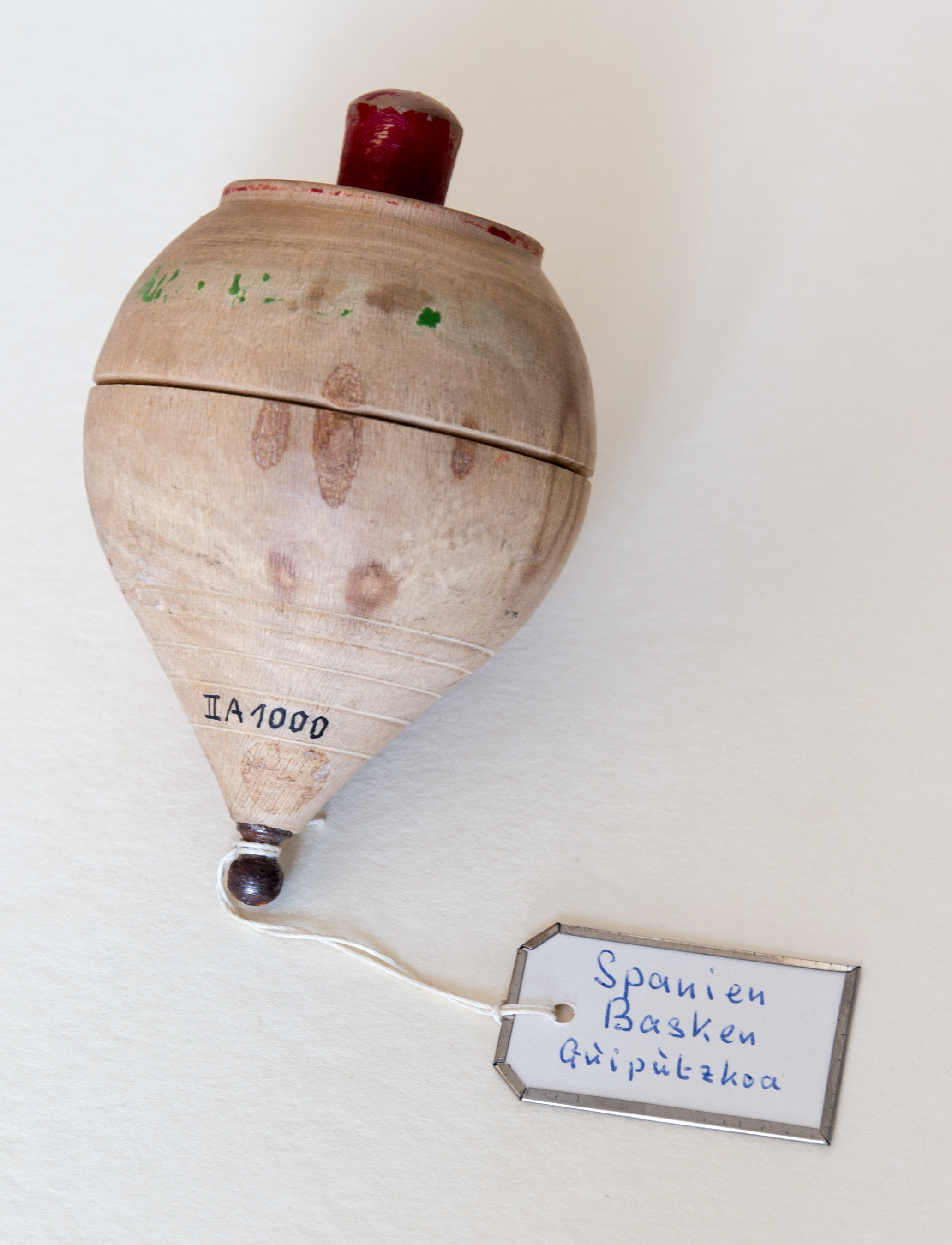
Holzkreisel
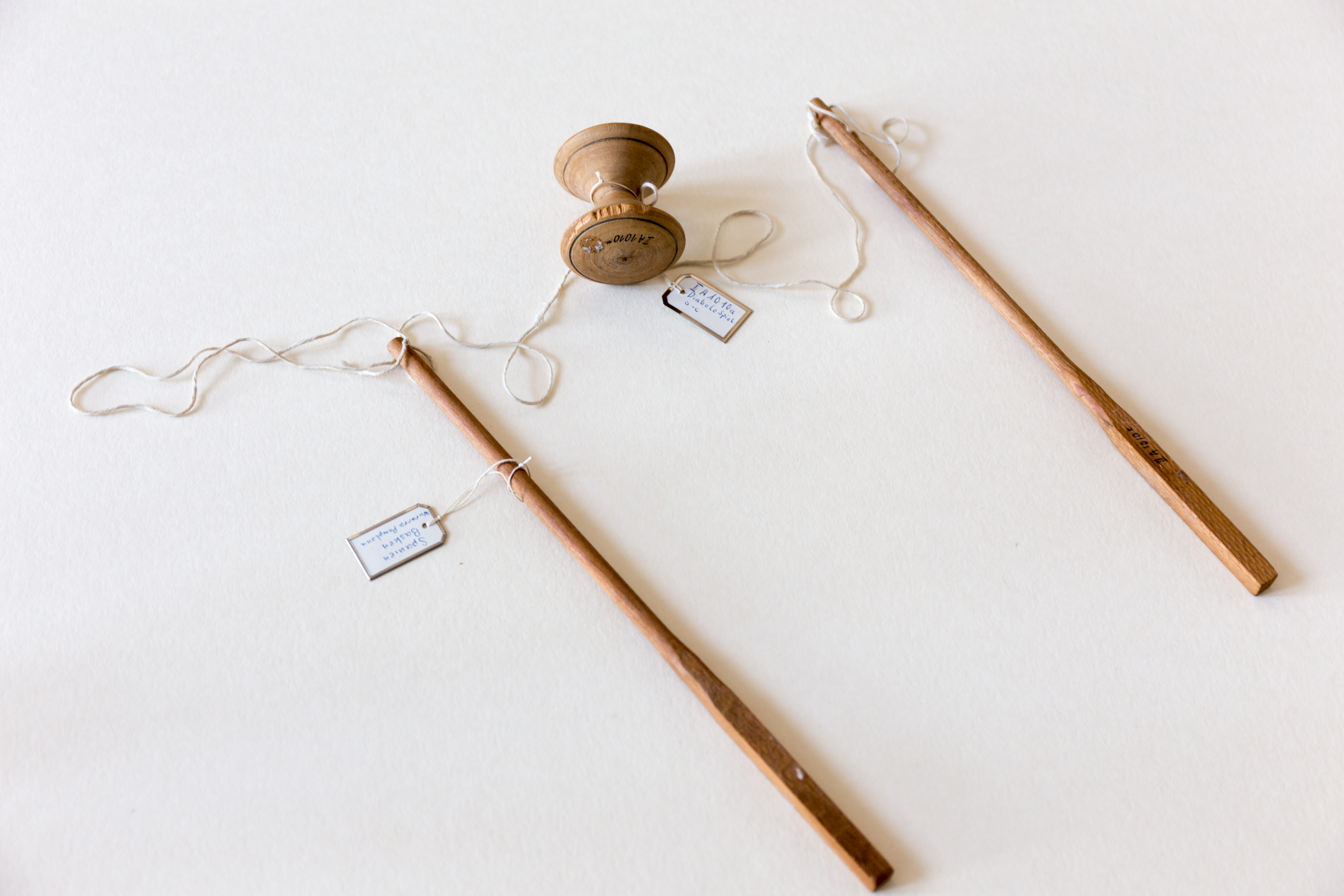
Diabolo-Spiel
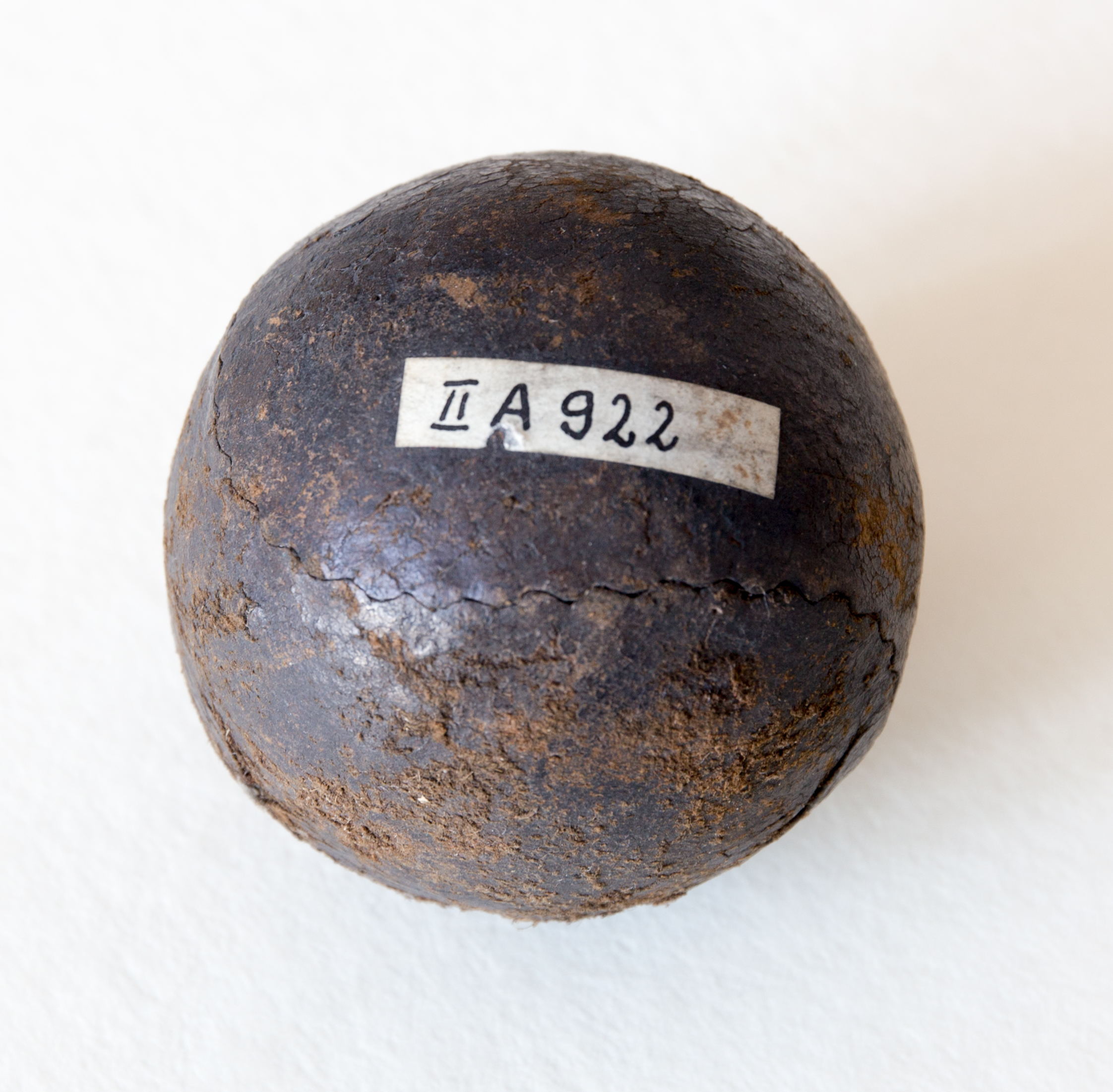
Pelota-Ball
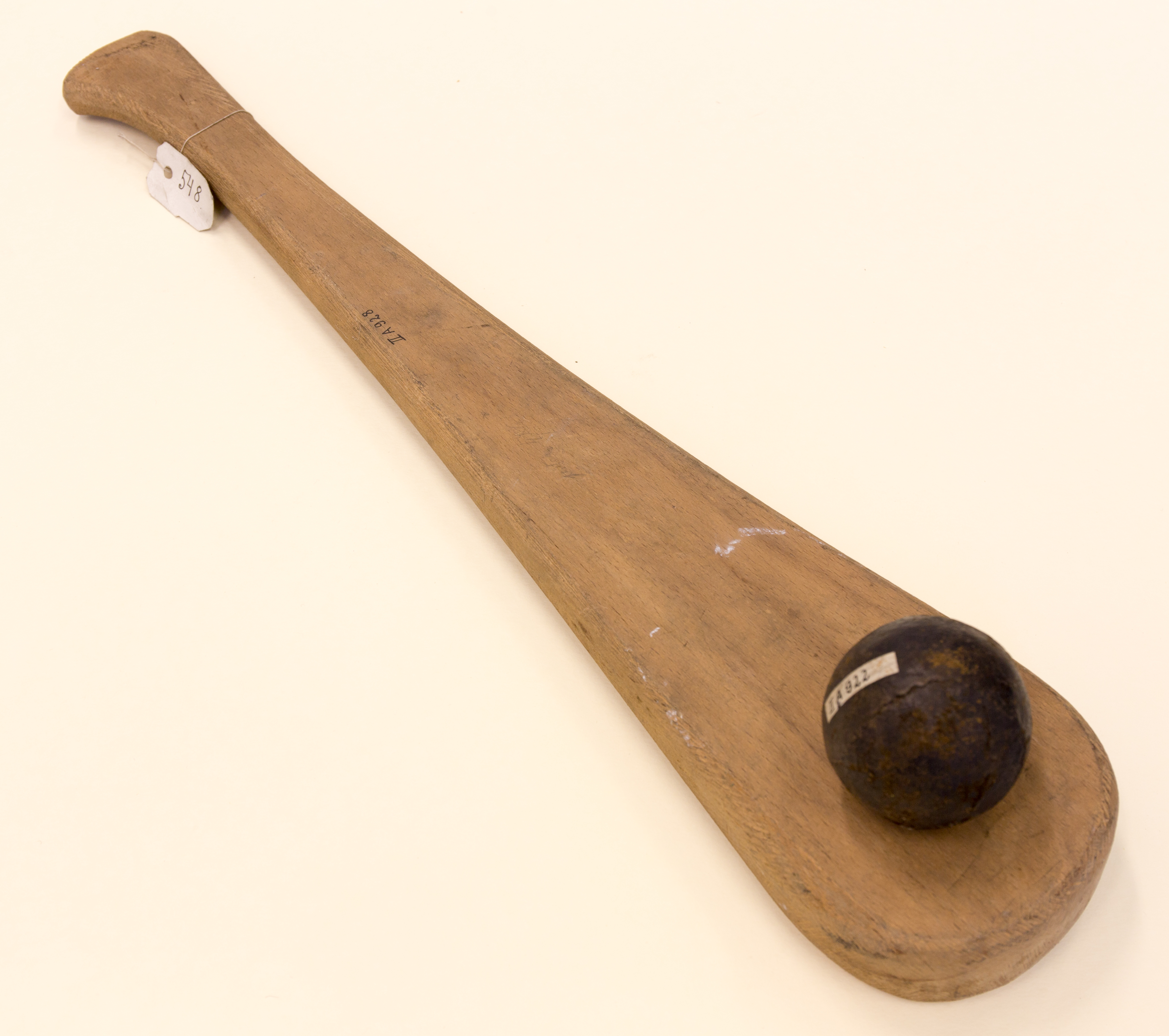
Schlagbrett (Pala)
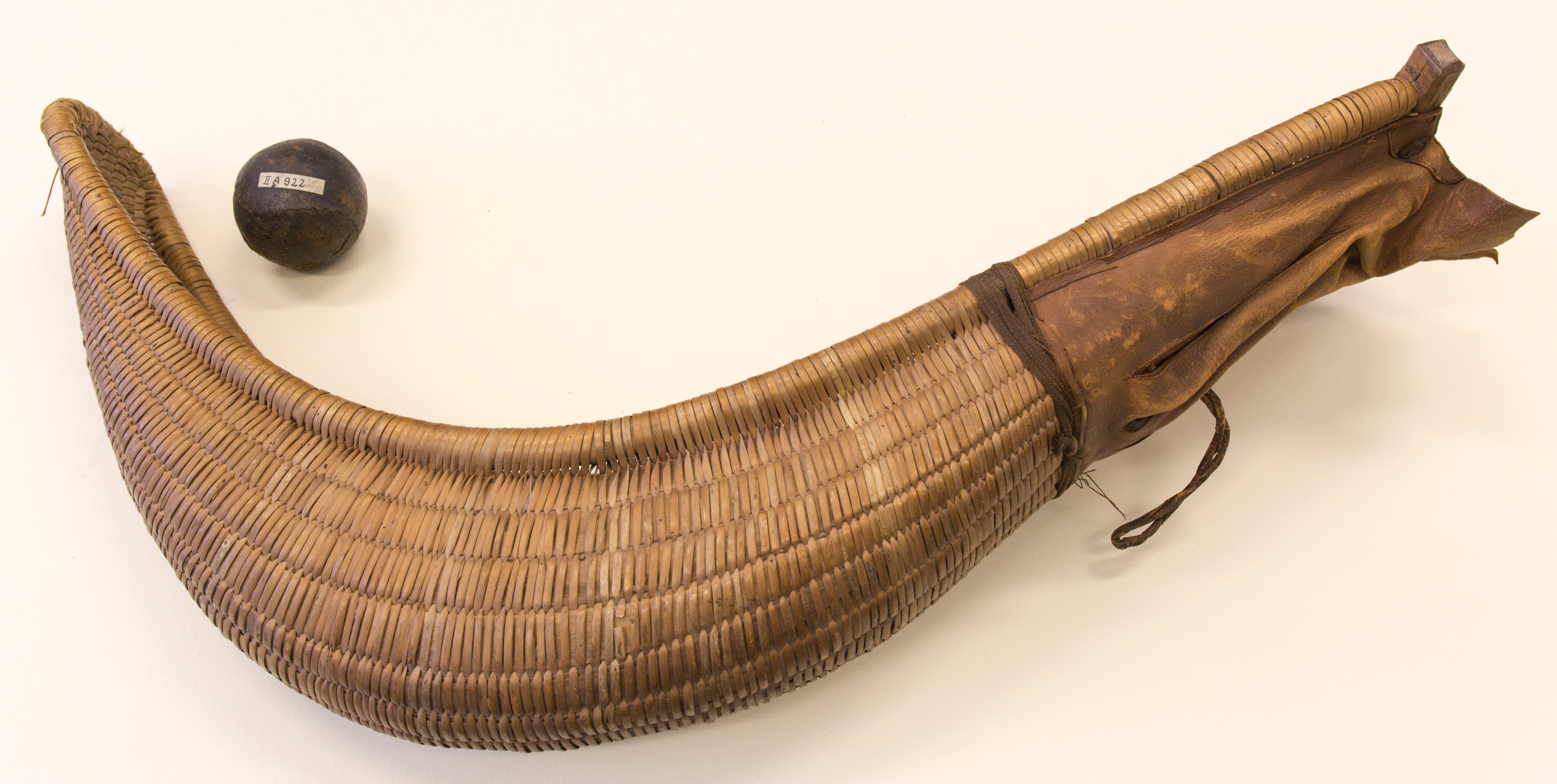
Ballkorb (Txistera)

Baskische Literatur

## Geschichte
In vorgeschichtlicher Zeit war das Baskenland in die überregionale kulturelle Entwicklung eingebunden, worauf Dolmen (baskisch Trikuharria), Menhire (baskisch Zutarria) und Steinkreise (baskisch Harrespils) verweisen.

Baskische Megalithen
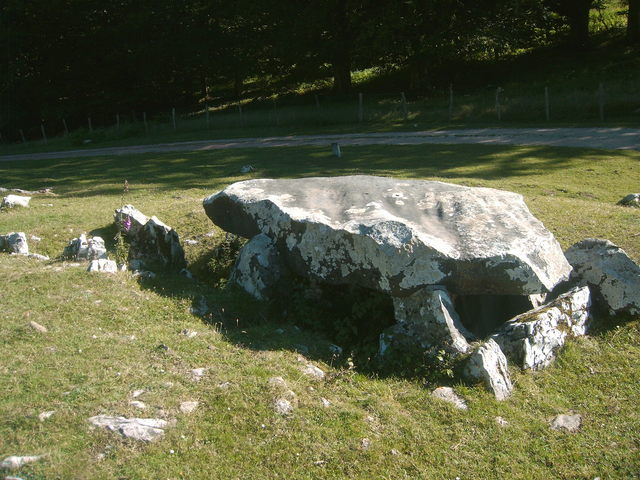
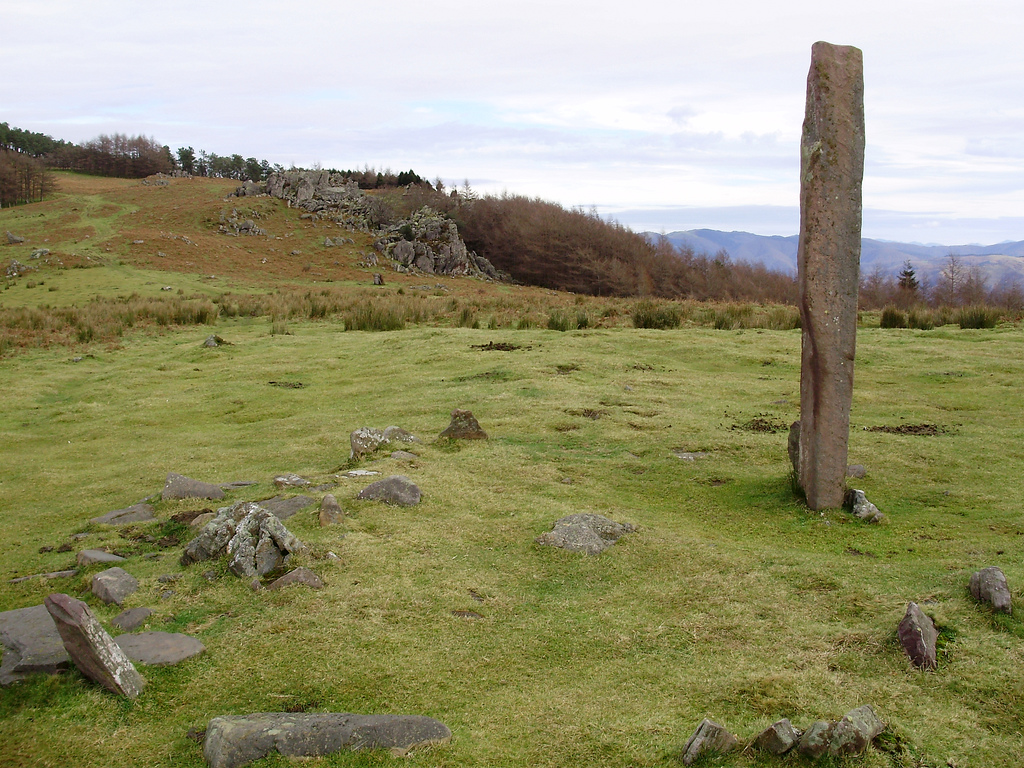
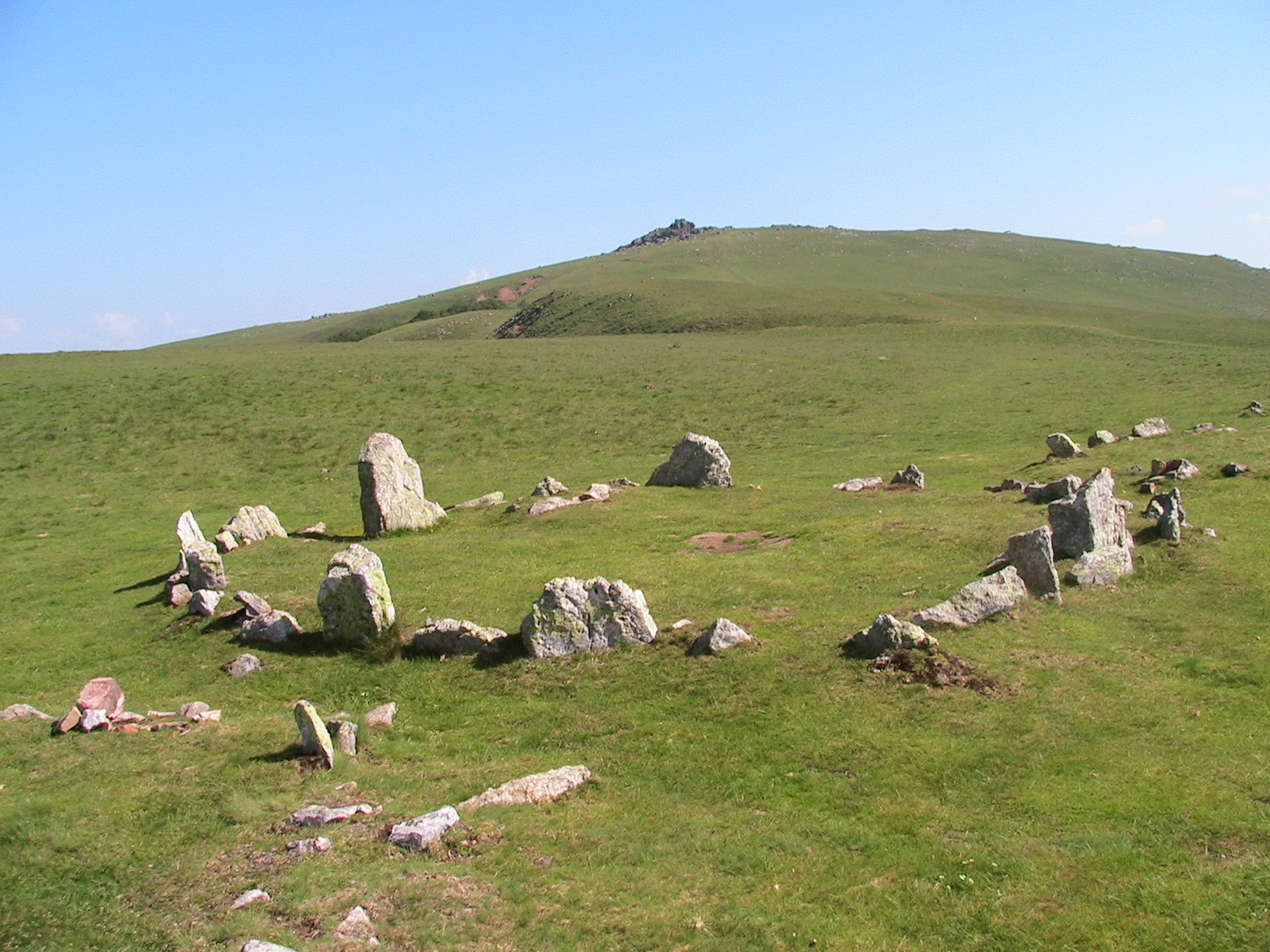
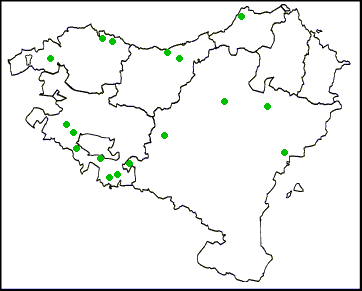
Neolithische Fundorte

Das älteste im Baskenland gefundene menschliche Skelett stammt aus der Zeit um 7000 v. Chr. Um 3500 v. Chr. begann dort das Neolithikum und um 2000 v. Chr. mit der frühen Bronzezeit das Zeitalter der Metalle. Um 900 v. Chr. wanderten Kelten in das Land ein. Die Römer legten in den Randgebieten des Baskenlandes befestigte Städte an. Die Christianisierung des Baskenlandes, die wie alle kulturellen Einflüsse von außen hier nur langsam vorankam, zog sich bis zum Spätmittelalter hin.

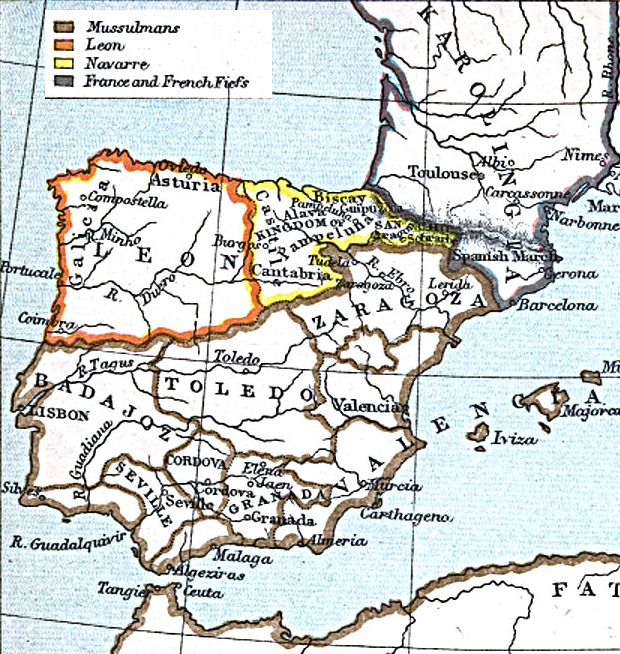
1030: Leon (orange), Navarra (gelb), Kalifat von Córdoba (braun)

Nur Anfang des 11. Jahrhunderts unter Sancho dem Großen (Sancho el Mayor), dem „König aller Basken“, war das Baskenland diesseits und jenseits der Pyrenäen einmal politisch geeint. Zu bedeutenden Stadtgründungen an der baskischen Küste kam es im 13. und 14. Jahrhundert, darunter Bilbao im Jahr 1300. Labourd und Soule nördlich der Pyrenäen, die zwischenzeitlich unter englischer Herrschaft standen, fielen Mitte des 15. Jahrhunderts zurück an Frankreich. 
Das 15. und 16. Jahrhundert waren wirtschaftlich gute Zeiten für das Baskenland, da baskisches Eisenerz im europäischen Ausland stark nachgefragt war, baskische Fischer sich im Nordatlantik aus reichen Fischgründen bedienen konnten und Schiffswerften an der baskischen Küste aus dem Vollen schöpften. Mit der Französischen Revolution verlor das nördliche Baskenland seine Einheit und Sonderrechte und wurde dem Département Basses-Pyrénées („Unteren Pyrenäen“, seit 1969 Pyrénées Atlantiques) unterstellt. Der Spanische Unabhängigkeitskrieg gegen Napoleon I. und die Carlistenkriege im 19. Jahrhundert stellten die im Baskenland stets hoch gehaltenen politischen Autonomierechte in Form der Fueros mehrfach in Frage und hatten schließlich ihr Ende zur Folge.
Während 6.000 baskische Soldaten aus dem nördlichen, französischen Baskenland im Ersten Weltkrieg ihr Leben ließen, erlebte das von der spanischen Neutralität profitierende südliche Baskenland einen wirtschaftlichen Aufschwung. Umgekehrt stand dieses im Brennpunkt des Geschehens, als es im Spanischen Bürgerkrieg unter anderem die weitgehende Zerstörung Gernikas erlebte und nachfolgend die Unterdrückung in der Franco-Diktatur. In der Übergangsphase zur gegenwärtigen spanischen Demokratie lebten die baskischen Autonomieansprüche wieder auf und kamen bei der Einrichtung der Autonomen Gemeinschaft Baskenland zur Entfaltung. Weitergehende und zum Teil mit den terroristischen Mitteln der ETA untersetzte Forderungen nach vollständiger Unabhängigkeit des Baskenlandes blieben jedoch unerfüllt.

## Euskadi: Politik, Parteien und Wahlen im 21. Jahrhundert

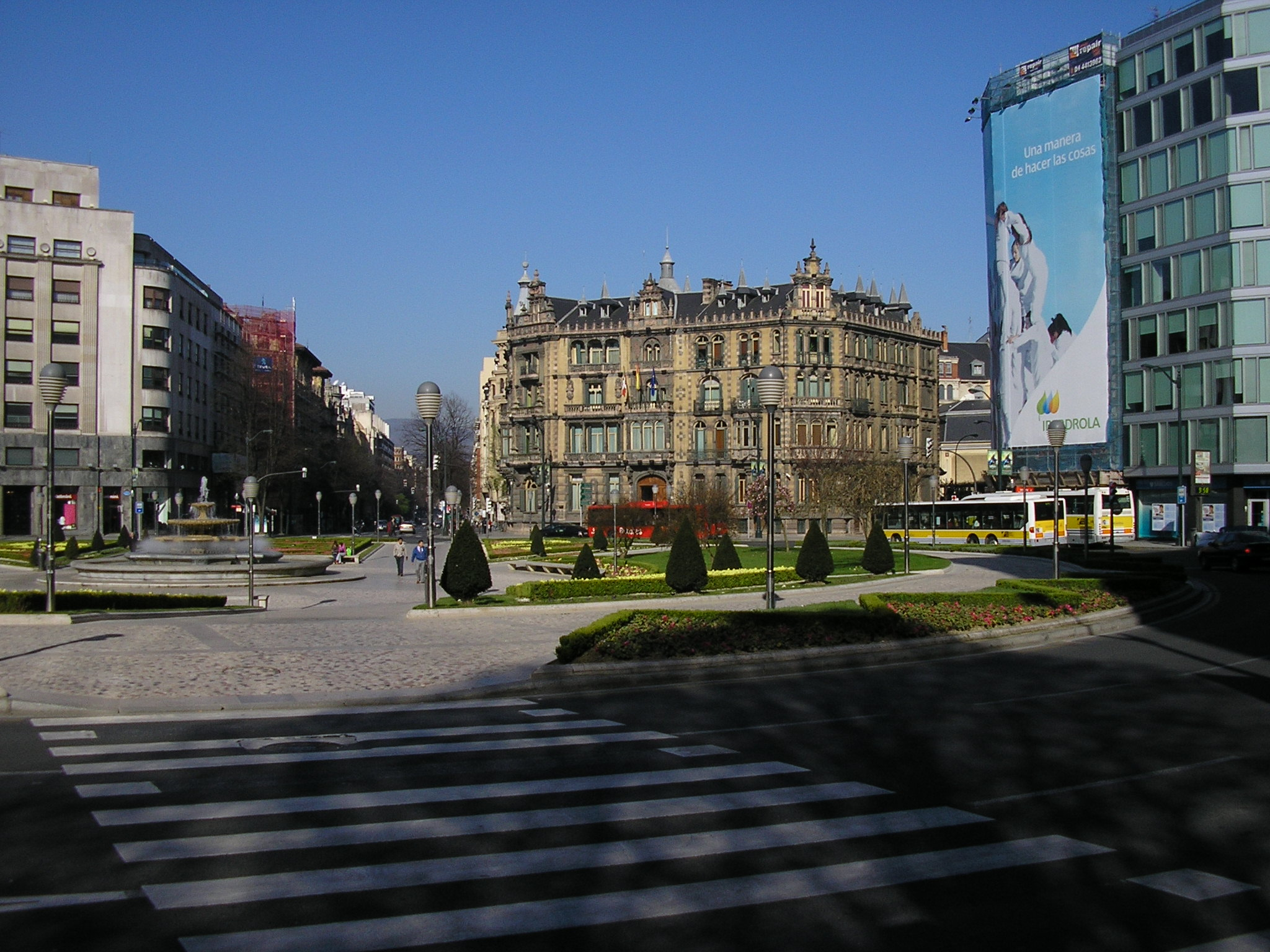
Plaza Moyua, Bilbao Stadtzentrum

Am 29. Dezember 2007 demonstrierten anlässlich eines Freundschaftsspiels Euskal Herria – Catalunya im Stadion des Erstligisten Athletic Bilbao mehrere Tausend Basken und Katalanen für die offizielle Zulassung der baskischen und katalanischen Fußballnationalmannschaften, auch Forderungen nach Unabhängigkeit dieser Regionen wurden vielfach artikuliert. Offizielle Vertreter der Regierungen von Galicien, Katalonien und Baskenland unterzeichneten eine Erklärung (Declaración de San Mamés), in der sie sich für die offizielle Zulassung eigener nationaler Sportauswahlen aussprechen.
Am 7. März 2008, zwei Tage vor den spanischen Parlamentswahlen, wurde der Kommunalpolitiker der regierenden Sozialisten Isaias Carrasco in seinem baskischen Heimatort von einem ETA-Attentäter erschossen. Auch nach den Wahlen setzte ETA die Anschlagsserie fort. Am 27. Mai 2008 beschloss das baskische Parlament eine unverbindliche Volksbefragung für den 25. Oktober desselben Jahres, in der sich die Bevölkerung über eine mögliche Vorgehensweise zur Konfliktlösung äußern sollte. Auf die Normenkontrollklage der Zentralregierung erklärte das Verfassungsgericht am 11. September 2008 das baskische Gesetz über das Referendum für verfassungswidrig und nichtig.
Erstmals seit dem Ende der Diktatur wurden bei den Wahlen zum Parlament der Autonomen Gemeinschaft Baskenland (CAV) am 1. März 2009 die baskischen Nationalisten abgelöst. Während der darauf folgenden Wahlperiode regierte eine Koalition aus spanischen Sozialisten (PSOE) und der konservativen Volkspartei (PP) Partido Popular die Region. Mit knapp 31 % der gültig gewerteten Stimmen blieb die PSOE aber deutlich hinter der Baskisch-Nationalistischen Partei (PNV) zurück, die 39 % der gültig gezählten Stimmen erreichte. Mit den 14 % der PP kam die Koalition auf 45 % der gültig gewerteten Stimmen. Die Wahlen brachten folgendes offizielles Ergebnis:
| Partei    | Prozent | Sitze 2009 | Sitze 2005 |
| --------- | ------- | ---------- | ---------- |
| EAJ/PNV   | 38,56   | 30         | 22         |
| PSE-EE    | 30,71   | 25         | 18         |
| PP        | 14,09   | 13         | 15         |
| PCTV-EHAK | -       | -          | 9          |
| EA        | 3,68    | 1          | 7          |
| EB-IU     | 3,51    | 1          | 3          |
| Aralar    | 6,05    | 4          | 1          |
| UPyD      | 2,14    | 1          | -          |

Damit erreichten die spanienweit organisierten Parteien PP und PSE-EE zusammen erstmals seit Einführung der Demokratie eine Sitzmehrheit im Parlament der Autonomen Gemeinschaft Baskenland. Dem Aufruf, gegen den Wahlausschluss der Linksseparatisten mit der Abgabe von ungültigen Stimmen für die verbotenen Listen zu protestieren, kamen etwa 101.000 Wähler nach, was 8,84 % der Stimmen entsprach. Die Wahlbeteiligung lag etwa 3,2 % unter der von 2005. Das Wahlbündnis aus PSOE und PP wählte am 5. Mai 2009 den Sozialisten Patxi López zum Lehendakari (Präsidenten des Baskischen Parlaments), womit die drei Jahrzehnte dauernde Regierungszeit der Nationalisten vorübergehend beendet wurde.
Zu den Parlamentswahlen 2012 trat erstmals das linksnationalistische Parteienbündnis Euskal Herria Bildu an und konnte auf Anhieb 25 % der Stimmen auf sich vereinen. Die PNV ging als stärkste Partei daraus hervor und regierte ab 2012 wieder die autonome Gemeinschaft Baskenland als von EH Bildu tolerierte Minderheitsregierung unter dem Ministerpräsidenten (lehendakari) Iñigo Urkullu. Die Regionalwahlen 2016 brachten starke Verluste für die PSE-EE, die fast die Hälfte ihrer Sitze einbüßte (von 16 auf 9) und nur noch knapp 12 % erreichte. Elkarrekin Podemos, ein linkes Wahlbündnis aus Podemos Euskadi, Ezker Anitza und der Partei Equo, konnte aus dem Stand knapp 15 % der Stimmen erzielen und erhielt 11 Sitze. Die PNV konnte um ca. 3 %-Punkte zulegen und stellt – nunmehr in einer Koalition mit der PSE-EE – weiter den Lehendakari.
Die Wahlen brachten folgendes Resultat:
| Partei             | Stimmen | Prozent | Sitze 2016 | Sitze 2012 |
| ------------------ | ------- | ------- | ---------- | ---------- |
| EAJ/PNV            | 398.168 | 37,36   | 28         | 27         |
| EH Bildu           | 225.172 | 21,13   | 18         | 21         |
| Elkarrekin Podemos | 157.334 | 14,76   | 11         | –          |
| PSE-EE             | 126.420 | 11,86   | 9          | 16         |
| PP                 | 107.771 | 10,11   | 9          | 10         |
| Ciudadanos         | 21.477  | 2,02    | 0          | –          |
| PACMA-ATTKA        | 8.589   | 0,81    | 0          | –          |
| UPyD               | –       | –       | –          | 1          |

## Dokumentarfilme
- Julio Médem: „La Pelota vasca. La piel contra la piedra“, 2004. Sprachen: Spanisch, Baskisch, Französisch, Englisch. Untertitel: Englisch. 107 Min.
- "Das Baskenland in Frankreich", Arte 2015.[16]
- "Das Baskenland in Spanien", Arte 2015.[17]